# Ritratto di donna con un uomo al davanzale
Il Ritratto di donna con un uomo al davanzale è un'opera, tempera su tavola (64,1x41,9 cm), di Filippo Lippi, databile tra il 1435 e il 1436 circa e conservata Metropolitan Museum of Art di New York.

## Storia
L'opera, di incerta provenienza, venne acquistata nel 1829 da un collezionista inglese a Firenze. Oggi unanimemente attribuita al Lippi, dall'analisi dello stile dovrebbe risalire agli anni del soggiorno padovano (1435-1436).
Lo stemma sul davanzale è della famiglia fiorentina degli Scolari, per cui l'opera potrebbe essere stata destinata, in occasione di un fidanzamento, un matrimonio o per un ricordo di una sposa defunta. In genere viene messa in relazione col matrimonio di Lorenzo di Ranieri Scolari con Angiola di Bernardo Sapiti, nel 1436.

## Descrizione e stile
L'opera, se la datazione fosse corretta, è il primo esempio in Italia di ritratto femminile, assieme al Ritratto di principessa estense di Pisanello, databile al 1435-1449 circa, mentre è il più antico doppio ritratto conosciuto in assoluto. Inoltre si tratta del primo dipinto in Europa dove il ritratto è inserito in uno sfondo architettonico e con un paesaggio, ispirato agli esempi dei Primitivi fiamminghi, che spesso Lippi usò come fonte d'ispirazione. Il motivo della finestra che si apre su un paesaggio visto a volo d'uccello è infatti tipicamente nordico, e in questo caso Lippi creò una banchina affacciata su un canale, decorata da fioriere e su cui si affacciano alcune abitazioni.
La protagonista è ritratta di profilo, riccamente abbigliata alla maniera francese e ingioiellata, con un alto copricapo caratterizzato da un doppio lembo di tessuto scarlatto ricadente sulle spalle ("infulae"). Essa guarda avanti verso un'apertura, da dove si affaccia un giovane che le sta davanti. I loro sguardi sono alteri e composti e sembrano non incontrarsi. Dietro la donna si trova una finestra aperta da cui si intravede un paesaggio campestre.